# Онга-Мукса
Онга-Мукса — озеро на территории Вешкельского сельского поселения Суоярвского района Республики Карелия.

## Общие сведения
Площадь озера — 1,7 км². Располагается на высоте 130,0 метров над уровнем моря.
Котловина ледникового происхождения.
Форма озера лопастная, продолговатая; оно вытянуто с северо-запада на юго-восток. Берега озера каменисто-песчаные, местами заболоченные.
Через протоку озеро сообщается с озером Пелдо, из которого также вытекает протока, впадающая в реку Уляеги.
Рыба: щука, плотва, налим, окунь, ёрш.
Населённые пункты возле озера отсутствуют. Ближайший — деревня Вохтозеро — расположен в 11 км к востоку от озера.
Код объекта в государственном водном реестре — 01040100111102000017020.

## Панорама

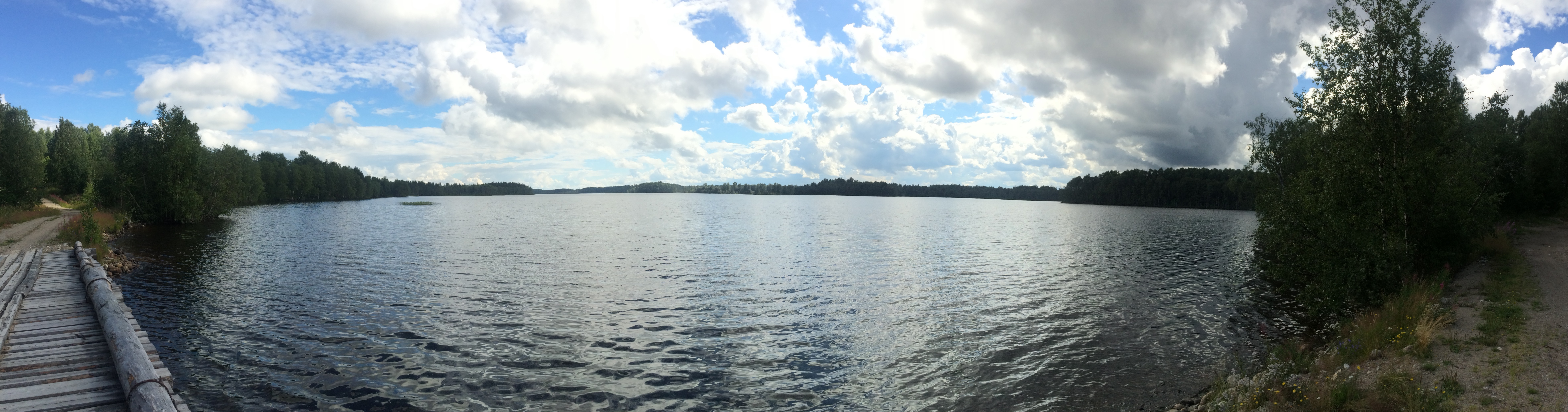
Панорама